# 音楽家の肖像

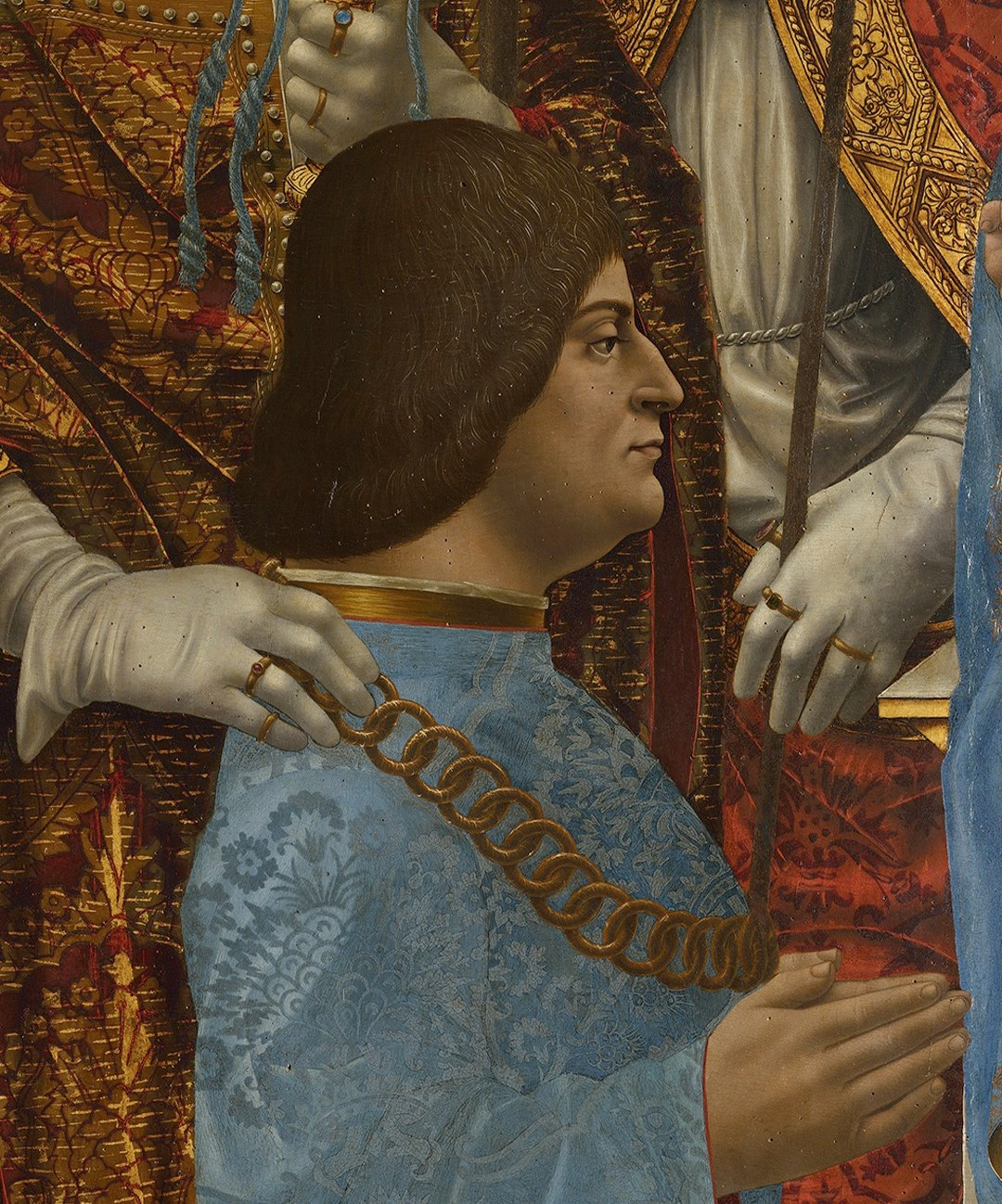
『スフォルツェスコ祭壇画』(1494–1495年) 中のルドヴィーコ・スフォルツァの肖像、ブレラ美術館 (ミラノ)

『音楽家の肖像』 （おんがくかのしょうぞう、伊: Ritratto di musico、英: Portrait of a Musician）は、イタリアのルネサンス期の巨匠、レオナルド・ダ・ヴィンチに概ね帰属されている、1483-1487年頃の未完成作品である。レオナルドがミラノにいた間に制作されたこの作品は、クルミ材の小さな板に油彩と、おそらくテンペラで描かれている。レオナルドの唯一の知られている男性の肖像画であり、モデルが誰であるかは学者の間でよく議論されている。
アントネロ・ダ・メッシーナによる初期フランドル派の肖像画のイタリアへの導入に影響を受けたと思われる本作は、15世紀のミラノで主流だった肖像画からの劇的な変化を示している。レオナルドがミラノで制作した他の絵画、たとえば『岩窟の聖母』や『白貂を抱く貴婦人』などと多くの類似点があるが、『音楽家の肖像』はミラノに残っている画家の唯一の板絵であり、少なくとも1672年以来、アンブロジアーナ絵画館に所蔵されている。レオナルドの最も保存状態の良い絵画の1つであるが、依頼に関しての現存する同時代の記録はない。レオナルドの他の作品との様式的類似性に基づいて、事実上すべての現在の研究者は、少なくともモデルの顔をレオナルドに帰属させている。絵画の顔以外の部分の不確実性は、レオナルドの作品の特徴ではない、身体の硬直した特質に起因している。このことは絵画の未完成の状態によって説明されるかもしれないが、一部の学者はレオナルドの弟子の一人が制作に協力したと信じている。
肖像画の親密な雰囲気は、私的な依頼、または画家個人の友人による依頼であることを示している。 20世紀までは、ミラノ公爵でレオナルドの雇用主であったルドヴィーコ・スフォルツァの肖像であると考えられていた。 1904年から1905年の修復中に後世の補筆を取り除いた際、楽譜を持っている手が明らかになり、モデルが音楽家であったことが示された。ミラノで活躍していた多くの音楽家がモデルとして候補に挙がっている。フランキヌス・ガフリウスは20世紀を通じて最も好まれた候補者であったが、21世紀には学術的見解がアタランテ・ミリオロッティに移った。他の注目すべき候補者として、ジョスカン・デ・プレとガスパル・ファン・ヴェールべケが含まれているが、これらの主張のいずれかを実証する歴史的証左はない。本作は、そのストイックで、木のような感触で批判されてきたが、表現の強烈さと顔の細部の緻密さで注目されている。学術的な解釈は、演奏中の音楽を描いた絵画というものから、音楽などの他の芸術形式に対する絵画の優位性に関するレオナルドの自身のイデオロギーを表す絵画であるというものまで多岐にわたっている。

## 概要

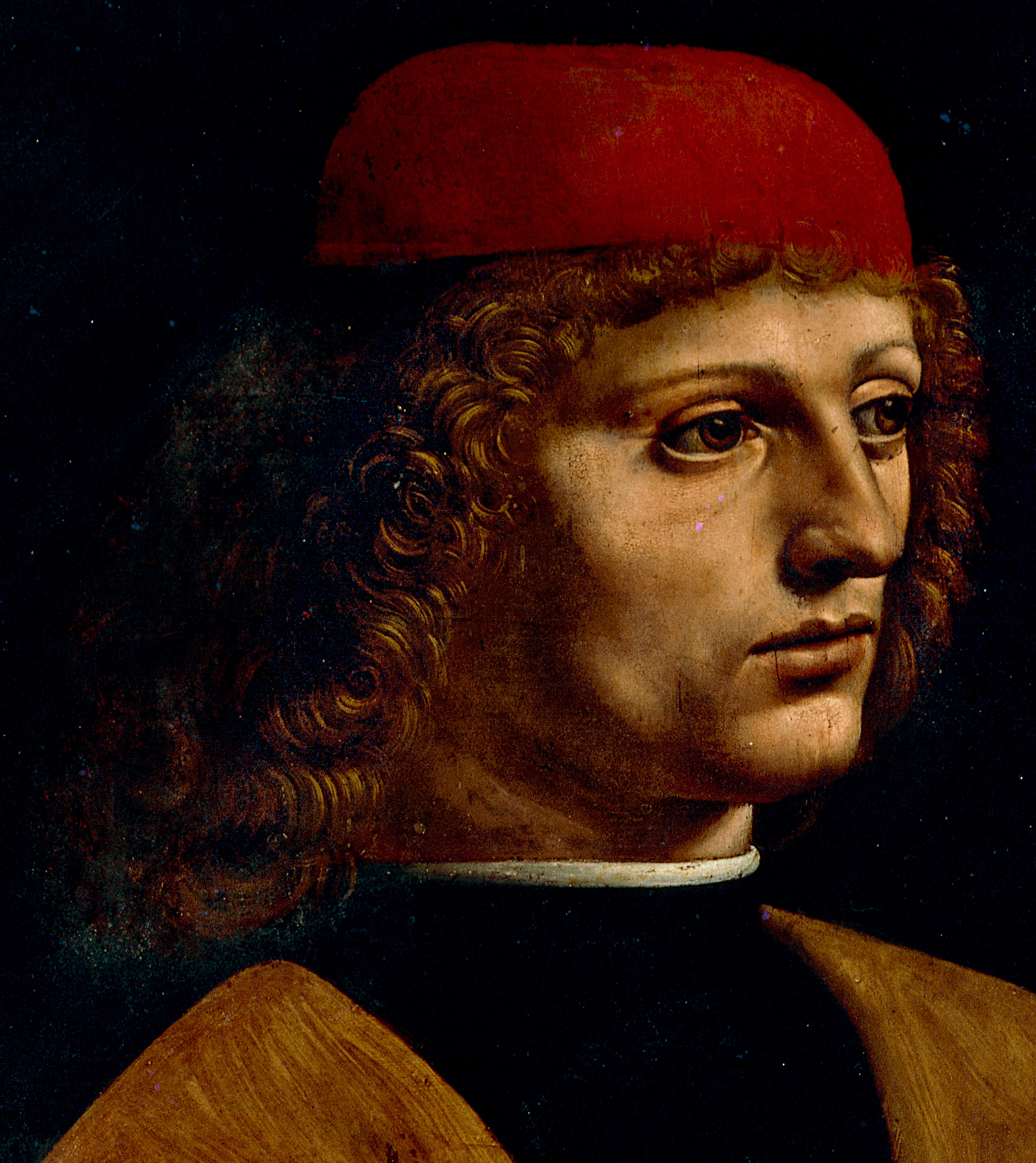
顔の細部

本作は油彩とおそらくテンペラで、小さな44.7 cm × 32 cm (17.6 in × 12.6 in)　のクルミの板に描かれた。4分の3正面向きで、折りたたまれた楽譜を右手に持っている若い男性の胸像を描いている 。顔と髪の毛を除いて、作品ほとんど未完成であるが、全体的に良好な保存状態で、右下隅のみ損傷を受けている 。美術史家のケネス・クラークは、時間の経過とともに退色しているにもかかわらず、レオナルドの現存する作品の中で、『音楽家の肖像』がおそらく最もよい保存状態にあると述べた 。
作品の下辺部は、少し切断されている可能性がある。特に人物の後頭部に向かって、わずかな補筆がある。美術史家のフランク・ツェルナーは、この補筆によって首と唇の左側の陰影がやや失敗してしまっていると述べている。黒い背景により、本作はレオナルドの後の肖像画、『白貂を抱く貴婦人』と『ラ・ベル・フェロニエール』を彷彿とさせるが、モデルの身体と頭部が同じ方向を向いているという点で、これら2作とは異っている。伝記作家のウォルター・アイザックソンは、作品の未完成の状態のために肖像画の影は明らかに粗く、肖像画自体、通常のレオナルドの絵画に比べ、薄い油絵具の層が少ないと述べている。

### 音楽家
モデルは肩までの長さの巻き毛を持ち、赤い帽子を被って、鑑賞者の視界の外にあるものをじっと見つめている。その凝視する様子は、人物の顔、特に大きなガラスのような目に焦点が当たっている注意深い照明によって強められている 。モデルはぴったりとした、白い下着を身に着けている。黒いプールポワンの部分は未完成で、茶色がかったオレンジ色のストールは下塗りされているだけである  。おそらく少しの塗り直しと、よくない保存状態のために色彩が褪せている。作品の技術的調査により、プールポワンはおそらく元々暗赤色であり、ストールは明るい黄色であることが明らかになった。
口は笑顔を示唆するか、男性が歌おうとしている、または歌ったばかりであることを示唆している 。顔の注目すべき特徴は、額縁の外側からの光が目に及ぼす影響である。光は両目の瞳孔を拡張しているが、右目は左目よりはるかに大きく、それはありえないことである 。これは単に劇的な効果を狙ったものであり、鑑賞者の中には音楽家の顔の左側から右側へ動きが感じられると主張する人もいる。美術史家のルーク・サイスンは、「目はおそらく音楽家の最も印象的な特徴であり、視力は最も高貴な感覚として、そして画家の最も重要な道具として優遇されている」と書いている。

### 楽譜

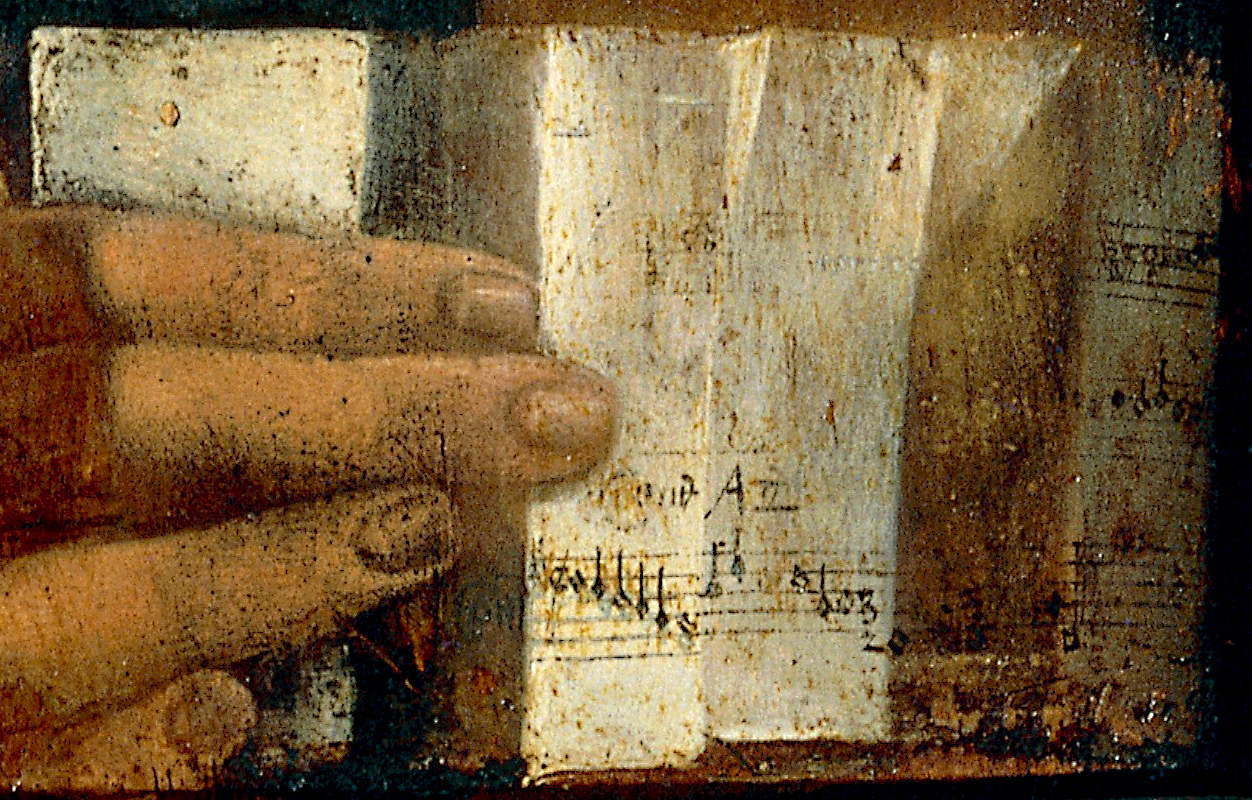
楽譜の細部

奇妙で繊細な方法で手にされ、硬く折りたたまれた一枚の紙は、音符と文字が書かれた楽譜である。作品の下部の保存状態が悪いため、メモや文字はほとんど判読できないものの、一部の学者が手紙の内容を仮定する妨げとはなっていない。彼らは、音楽家のアイデンティティに関する仮説を裏付けるため、しばしば自身による手紙の解釈を用いている。部分的に消えている文字は、「カント」および「アン」 として判別でき、通常は「Cantum Angelicum」と読める。これは、ラテン語で「天使の歌」を意味するが、美術史家のマルティン・ケンプは、イタリア語で「天使の歌手」を表す「Cantore Angelico」であるかもしれないと述べている。音符は、人物が音楽家であることを強く示唆する以外、絵画にはほとんど解釈の手がかりを提供していない。音符は計量記譜によるもので、おそらくポリフォニーの音楽を表している。ウィンザー城の印刷物室に現存している、レオナルドの楽譜のあるリバスの素描は、本作の音楽とは似ていない。そのことは、この音楽作品がレオナルドによるものではないことを示唆しており、作曲家も音楽の意義も不明のままとなっている。

## 帰属

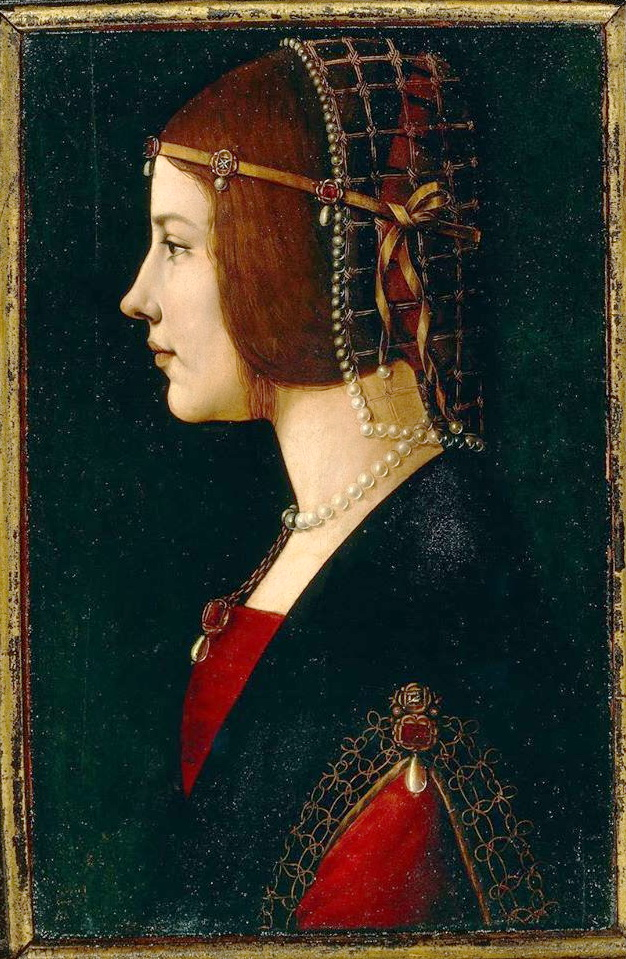
ジョヴァンニ・アンブロージョ・デ・プレディスによる『女性の肖像』（1490年頃）。以前はレオナルド作と考えられていたもので、『音楽家の肖像』と対になっていた。

レオナルドへの帰属は何世紀にもわたって物議を醸していたが、現代の美術史家は現在、『音楽家の肖像』をレオナルドの真作の1つと見なしている   。レオナルドに作品を帰属させることについての疑問は、絵画が知られるようになってから、ほぼずっと存在している。アンブロジアーナ絵画館の1672年の目録に最初に登場したときはレオナルドによるものと記載されていたが、1686年の目録は作品をベルナルディーノ・ルイーニによるものとした。この帰属はすぐに取り消され、「むしろレオナルドによるもの」に変更された 。1798年、アンブロジアーナ絵画館は本作を「ルイーニ派」に帰したが、すぐにレオナルドによるものとして再び記載された。 1672年に最初に記載されたとき、「公爵の依頼による作品に望まれる完全な優雅さ」を有していると解説されていた が、これはモデルがミラノ公爵、ルドヴィーコ・スフォルツァであると考えられたことを意味している。ルドヴィ―コは、絵画が制作されたときにレオナルドの雇用主であった 。公爵の肖像画であるということは20世紀まで受け入れられ、研究者たちは肖像画がアンブロジアーナ絵画館にある『女性の肖像』の対作品であると信じていた。『女性の肖像』は現在、ジョヴァンニ・アンブロージョ・デ・プレディスに帰属されているが、当時はレオナルドによるベアトリーチェ・デステ、すなわちルドヴィーコの妻の肖像画であると考えられていた 。20世紀半ば、レオナルドの専門家であるアンジェラ・オッティーノ・デッラ・キエーザは、レオナルドへの帰属を支持した11人の研究者を挙げた。作品をアンブロージョ・デ・プレディスに帰したのは8人であった。2人は帰属の決定をしておらず、1人はレオナルドのもう1人の弟子、ジョヴァンニ・アントニオ・ボルトラフィオの作品だと考えた 。
肖像画の依頼に関する現存する記録は存在しない。レオナルドへの帰属は、他の作品との様式的および技術的な類似性に基づいている。特にルーヴル美術館にある『岩窟の聖母』の天使の顔と、『荒野の聖ヒエロニムス』の聖ヒエロニムスの顔である 。レオナルドにより普及した様式である肖像画の暗い背景は、『白貂を抱く貴婦人』、『ラ・ベル・フェロニエール』、『礼者聖ヨハネ』などの後の絵画に見られるため、レオナルドへの帰属を促進するものである。特に『白貂を抱く貴婦人』は、 X線検査で『音楽家の肖像』と多くの様式的類似点を示している。レオナルドの様式に典型的な他の特徴としては、憂鬱な雰囲気、繊細な目、曖昧な口元（ちょうど閉じたところか、もうすぐ開くように見える）、およびレオナルドの以前の肖像画、『ジネーヴラ・デ・ベンチの肖像』を彷彿とさせるカールした髪の毛が挙げられる。さらにレオナルドを特徴づけるのは、レオナルドが好んで用い、かつ推奨した媒体であるクルミ材の使用であるが、クルミ材は当時ロンバルディアの他の画家たちによって一般的に使用されてはいなかった。レオナルドへの帰属は、さまざまな程度に拡張する音楽家の目の瞳孔の比較によってさらに裏付けられ、画家の手稿の以下の箇所との関連が指摘されている。

瞳孔は、（目に見える）物体の明るさ、ないし暗さによって拡張したり収縮したりする。拡張したり収縮したりするにはしばらく時間がかかるので、光の中から出て影の中に入るときはすぐには見ることができない。逆の場合も然りである。そして、正にこのことは、目を描くときに私を欺き、そうして私は目の描き方を学んだのだ。
絵画をレオナルド作品ではないとする見解は、レオナルドの通常の絵画の特徴ではない、その厳格でストイックな人物の物腰による 。一部の研究者はこれを絵画が未完成である結果として捉えているが、他の研究者は衣服と胴体が弟子によって描かれたと提唱している。レオナルドが他の画家の協力を得た場合、最も頻繁に挙げられる候補者はボルトラフィオとアンブロージョ・デ・プレディスであるが 、これは2人の様式が本作の硬直した特質に近いためである。美術史家のカルロ・ペドレッティによると、ボルトラフィオと、レオナルドの別の弟子であるマルコ・ドッジョーノは、本作と同じような目を描いており、どちらかが本作でレオナルドと協力したかもしれないことを示唆している。美術史家のピエトロ・マラーニは、レオナルドが1480年代半ばに弟子を持っていた可能性は低く、たとえ持っていたとしても、弟子が公的人物、または個人的な友人の肖像画の制作に協力するようなったことはなかっただろうと述べた 。マラーニの主張にもかかわらず、レオナルドが協力を受けたかどうかに関して、現代の研究者は一致した見解を有しているわけではない。ツェルナーは、「現在、レオナルドが顔を制作したことは認められているが、上半身全体はボルトラフィオに帰せられる」と述べている。一方、サイソンによれば、研究者の「かなりの少数派」だけが完全なレオナルドへの帰属に同意していない。全体としての絵画の制作者については議論があるものの、ほとんどの研究者は、少なくとも顔は完全にレオナルドの制作であることに同意している 。

## 制作年
美術史家は、レオナルドの最初のミラノ時代（1482-1499年頃）に本作が制作されたとする。その根拠として、X線検査で見つかった『白貂を抱く貴婦人』との様式的類似性、およびルーヴル美術館の『岩窟の聖母』にも同じように見られるキアロスクーロの扱い、そしてブロンズの馬の彫像のためのレオナルドのスケッチが挙げられている。古い情報源は、1485年から1490年ないし、1490年の制作年であり、最初のミラノ時代の半ばに作品が制作されたとした 。
サイソンやマラーニを含む現代の研究者は、レオナルドが1487年よりずっと後には肖像画を制作することはできなかっただろうと考察した 。レオナルドが人体解剖の研究から知識を得て制作した、後の『白貂を抱く貴婦人』の洗練とリアリズムを、本作は欠いているからである。レオナルドが人体の解剖学、特に頭蓋骨の研究に没頭したのは1489年になってからでであった。したがって、現在、絵画はもっと早い時期の1480年代半ば 、通常1483年から1487年の間に制作されたと考えられている 。

## 背景

### 歴史的背景
『音楽家の肖像』は、15世紀のミラノの一般的な肖像画とは根本的に異なっている。ミラノの絵画鑑賞者は、イタリアの他の地域よりも芸術的に保守的であり、すべてではないにしても、ザネット・ブガット、ヴィンチェンツォ・フォッパ、 アンブロ―ジョ・ベルゴニョーネの肖像画のように、ほとんどの肖像画が横顔のものであることを期待していた。モデルの4分の3正面向きの肖像は、初期フランドル派の絵画ではすでに一般的であり、肖像画はしばしば平坦な黒い背景に描かれていた。アントネロ・ダ・メッシーナは、ヴェネツィアとシチリアで黒い背景を持つ同様の4分の3正面向きの肖像画を導入することになった。『男の肖像』（傭兵隊長）や、赤い帽子をかぶった男の肖像』などがその例である。レオナルドはアントネロの様式に影響されている可能性がある。1476年、アントネロがミラノをごく短期間訪問した際、あるいは1486年頃、レオナルドがかつての師匠、アンドレア・デル・ヴェロッキオをヴェネツィアに行って尋ねた可能性がある時に、アントネロの作品を見ているのかもしれない。美術史家、ダニエル・アラスは、『音楽家の肖像』はレオナルドの肖像画中、アントネロの肖像画に最も似ているが、アントネロの肖像画のほとんどと、レオナルドの他の肖像画とは対照的に、モデルが鑑賞者の方を向いていないことを示唆した。ブレラ美術館にある、レオナルド周辺の画家による『青年の肖像』（1490–1491年頃）は、『音楽家の肖像』の影響を強く受けている  。

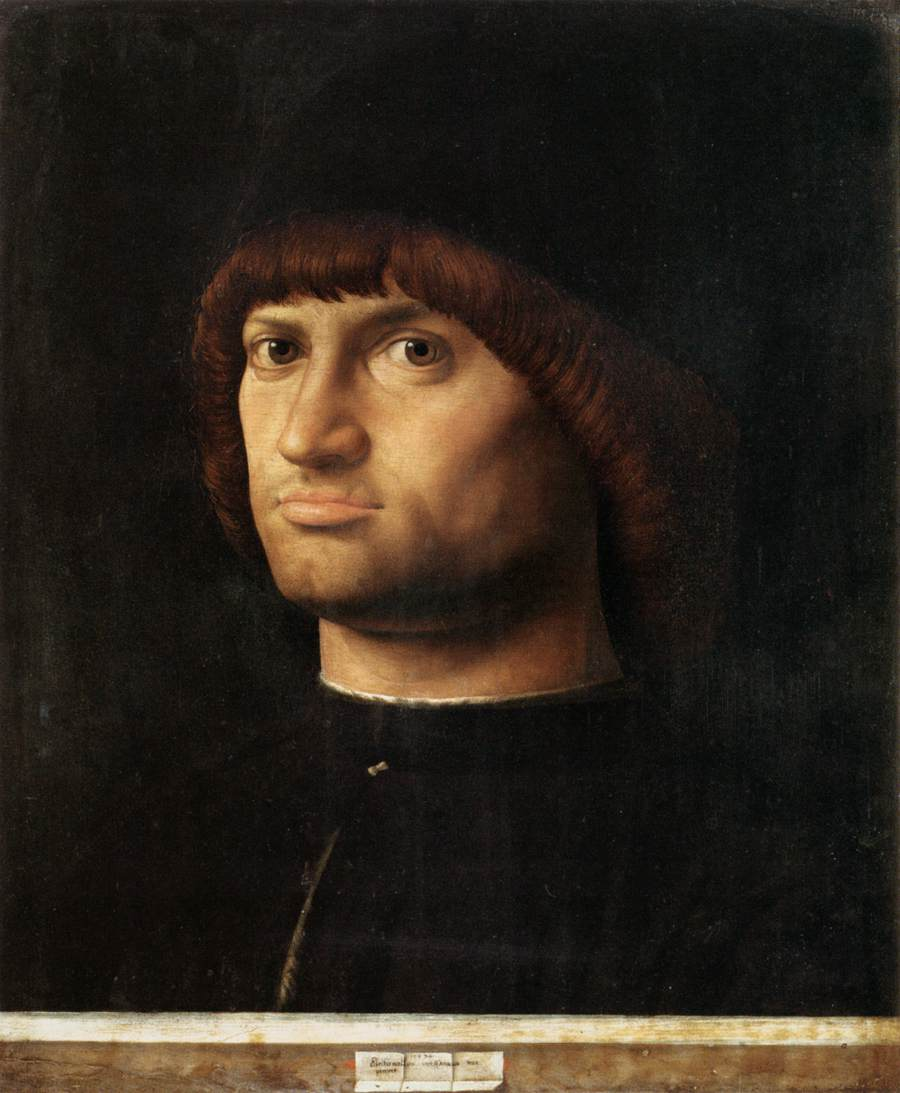
アントネロ・ダ・メッシーナ『傭兵隊長』(1475年ごろ)、ルーヴル美術館 (パリ)。アントネロの顔の照明方法は、レオナルドに影響を与えた可能性がある[37]。
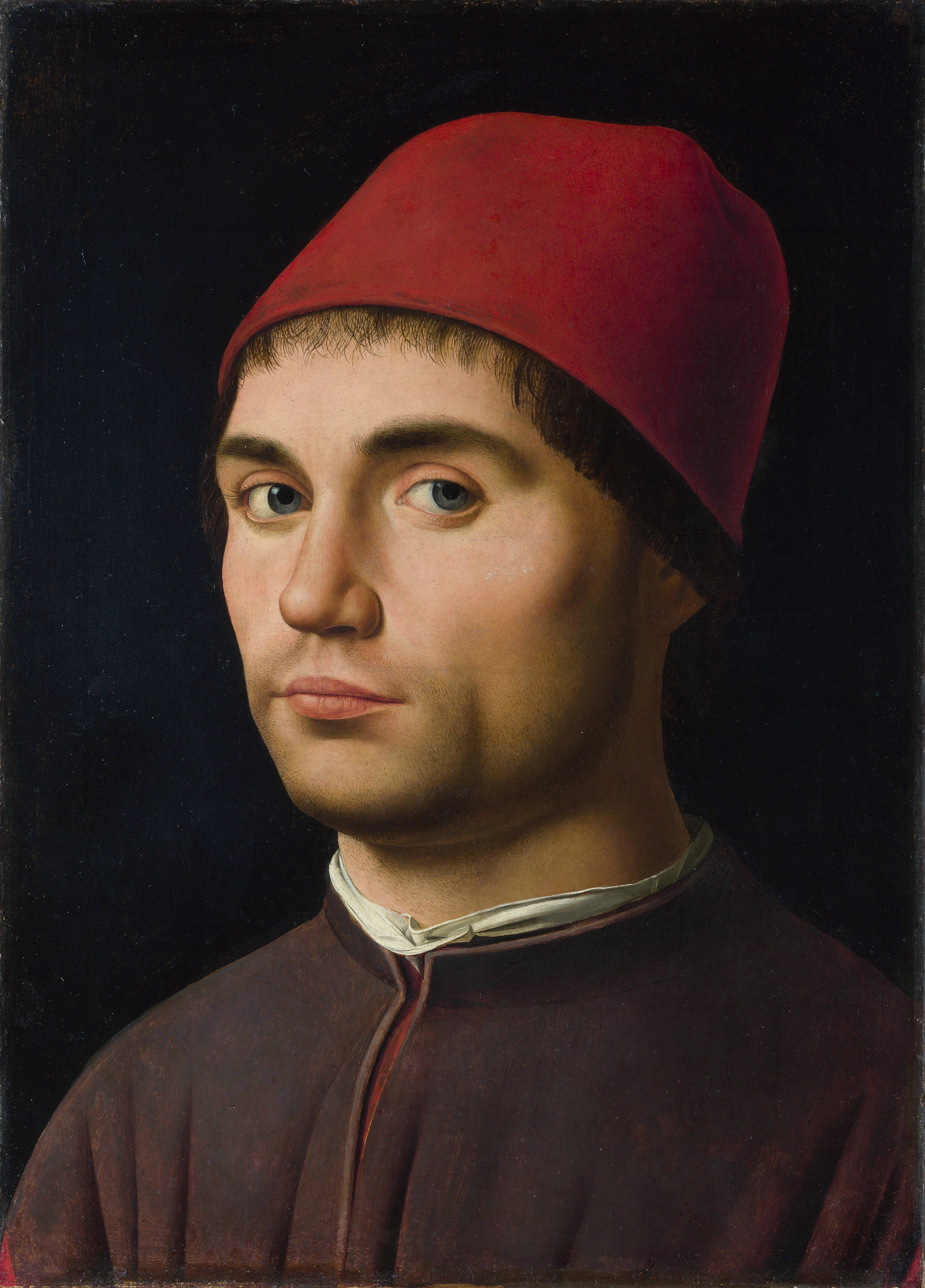
アントネロ・ダ・メッシーナ『赤い帽子をかぶった男の肖像』(1475-1476年頃) 、ナショナル・ギャラリー (ロンドン)。アントネロのように、レオナルドは額縁いっぱいにモデルの顔を強調している[29]。
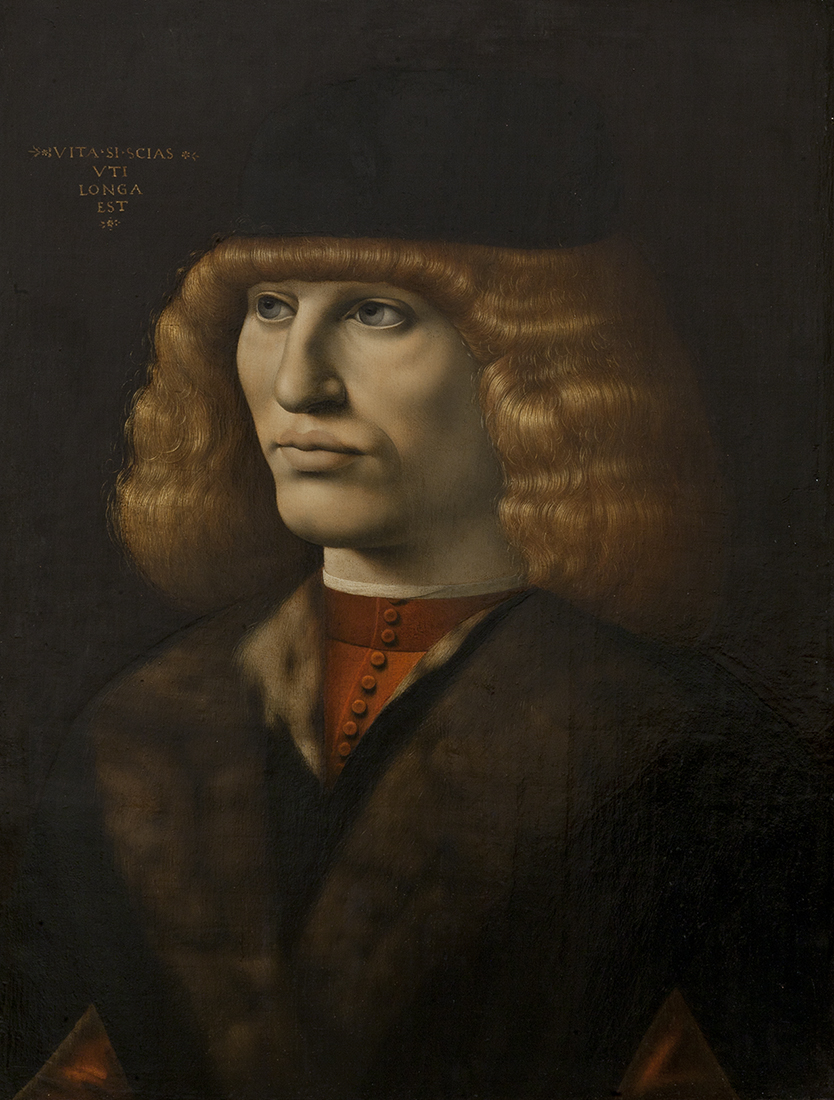
レオナルド・ダ・ヴィンチ周辺の画家『青年の肖像』(1490-1491年頃) 、ブレラ美術館 (ミラノ)。画家は、『音楽家の肖像』に大きく影響を受けた。

### 来歴と展示の歴史
『音楽家の肖像』は、レオナルドの唯一の男性の肖像画であり、ミラノに残っているレオナルドの唯一の板絵である。マラーニは、この絵画は私的使用を目的としたものである可能性が高いと述べた。1618年にアンブロジアーナ美術館の創設者であるフェデリコ・ボッロメオ枢機卿からアンブロジアーナ美術館に贈られた作品の中には含まれていなかったと一般に考えられているが、当時、枢機卿の作品は美術館のコレクションの大部分を占めていた。本作は、ガレアッツォ・アルコナーティによって1637年にアンブロジアーナに寄贈されたのかもしれないが、アルコナーティは『聖アンナと聖母子と幼児聖ヨハネ』、『アトランティコ手稿』など、レオナルドの作品の著名なコレクターであった。
この作品は、1672年にアンブロジアーナのピエトロ・パオロ・ボスカによって目録に記されたときに最初に文書化された。ナポレオンが1796年に『音楽家の肖像』をフランスに持ちさったかどうかは、情報源によって異なっている。マラーニはナポレオンに略奪されたと述べ、サイソンは、フランス人は『アトランティコ手稿』の方がより価値があると考え、『音楽家の肖像』の代わりに手稿の方を取ったと述べた。研究者は2人とも、肖像画が1798年にアンブロジアーナ美術館にあったことに同意している 。
本作は、2011年から2012年にロンドンのナショナルギャラリーでの展覧会、「レオナルド・ダ・ヴィンチ：ミラノの宮廷の画家」 、2015年のミラノの王宮での展覧会、「レオナルド 1452年-1519年：世界の素描」、そしてルーヴル美術館での2019–2020年の展覧会、「レオナルド・デ・ヴィンチ」で展示された。

## モデルのアイデンティティー

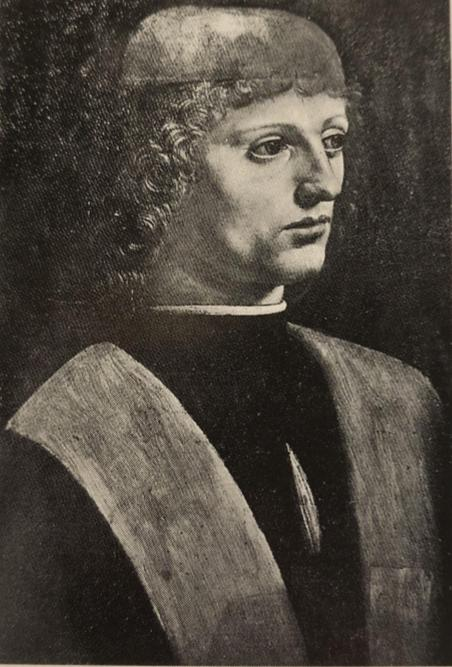
1904-1905年の修復以前の『音楽家の肖像』
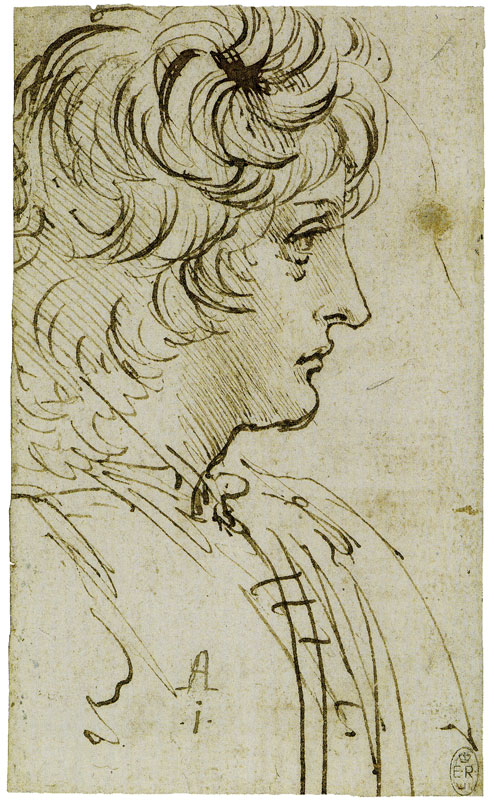
レオナルド・ダ・ヴィンチ『横顔の青年の胸像』
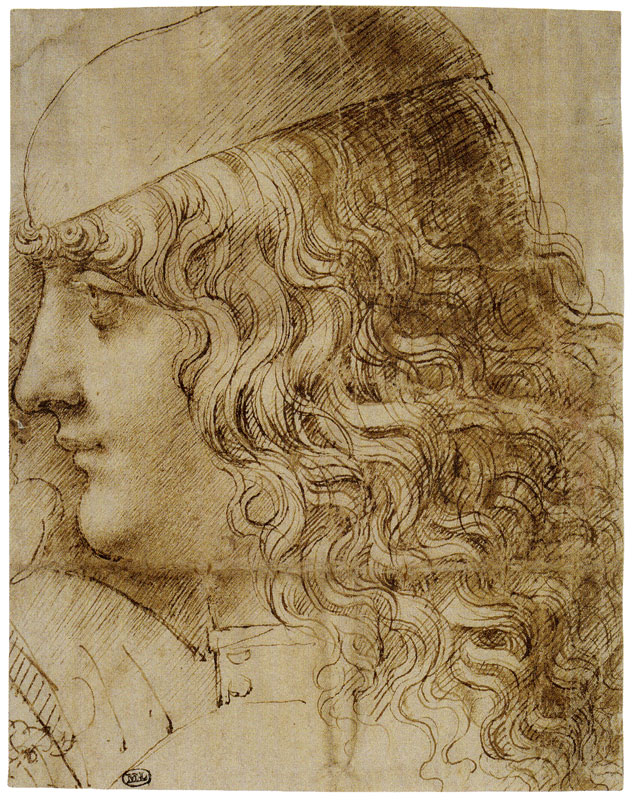
フランチェスコ・ナポレターノ『横顔の青年の肖像』

補筆の層を取り除き、楽譜を持っている手を明らかにした、ルイジ・カヴェナーギとアントニオ・グランディによる1904年から1905年の修復まで、モデルがルドヴィーコであるということは受け入れられていた。修復により、研究者たちはモデルがルドヴィーコではなく、レオナルドと同時期にミラノにいた音楽家であると信じるようになった。この発見以来、多くの候補者がモデルとして挙げられてきた。しかし、モデルが誰であるかは不明なままである。男性はレオナルドとその工房の他の作品に登場したのかもしれない。ロンドンのナショナル・ギャラリーの研究者は、フランチェスコ・ナポレターノの素描、『横顔の青年の肖像』とレオナルドの素描、『横顔の青年の胸像』は『音楽家の肖像』と同じ人物を描いたものであると提唱した。さまざまな歴史上の候補者が挙げられているが、確固たる証拠はない 。

### フランキヌス・ガフリウス
建築歴史家のルカ・ベルトラミは、肖像画の人物はフランキヌス・ガフリウス（1451–1522年）であると提唱し、ガフリウスは、20世紀初頭、肖像画の主要な候補者となった。ガフリウスはミラノの司祭であり著名な音楽理論家であり、ルドヴィーコ・スフォルツァの宮廷音楽家であり、ミラノ大聖堂の聖歌隊指揮者でもあった 。ガフリウスはまた、レオナルドの知人であった。というのは、共にルドヴィーコに雇用されていたことに加え、ガフリウスの1496年の音楽論文である『Practica Musicae』には、レオナルドによる様々な木版画が含まれているからである。さらに、ベルトラーミは、「cant」と「an」の文字をラテン語の「Cantum Angelicum」の略であり、ガフリウスによる別の音楽論文への参照であると提唱した。
図像学的証拠がガフリウスとモデルを結びつけないため、ベルトラーミの理論には疑問が投げかけられている。ケンプは、「cant」と「an」の文字は「Cantore Angelico」(イタリア語で「天使の歌手」) であるとした。ケンプの説では、絵画の人物はまた、司祭として正しく特定化できるはずの聖職者の衣服で描かれておらず、絵画が制作された当時、ガフリウスは当時30代前半であったが、絵画の人物は若い男性であると見ている 。

### アタランテ・ミリオロッティ
マラーニの1999年の論文は、トスカーナの音楽家、アタランテ・ミリオロッティ（1466–1532年） を肖像画の人物として提唱しており、以降、多くの批評家がこの仮説を支持してきた   。1482年、ミリオロッティとレオナルドはフィレンツェを去り、ミラノのルドヴィーコ・スフォルツァの宮廷に向かった。2人は友人であることが知られており、レオナルドはミリオロッティにリュートを教えたと考えられている。絵画が構想された時期、ミリオロッティは10代後半または20代前半であり、肖像画の適切な候補者になる。さらに、アトランティコ手稿の1482年の目録で、レオナルドは、「顔を上げたアタランテの肖像画」を挙げている 。これは『音楽家の肖像』の習作、またはより早い時期のバージョンであったと考えられている 。本作の親密な性質は、人物が個人的な友人であった可能性を特に大きくしている。
この仮説に反対する主な議論は、1482年のメモに書かれているように人物の顔が上向きではないということである。しかし、マラーニは、音楽家の顔は文字通りの意味では上向きではないが、「表情は高揚しているように見え、楽譜から顔を上げたばかりの歌手を示唆している」と述べた。フランキヌス・ガフリウスが有力候補として広く否定されて以来  、ミリオロッティ説は現在、多くの批評家に支持されている  。

### ジョスカン・デ・プレ
1972年、ベルギーの音楽学者、シュザンヌ・クレール・ルジューヌは、フランスの歌手兼作曲家のジョスカン・デ・プレ （1450–1521年頃）を本作のモデルとして提唱した。ジョスカンは1480年代の間、スフォルツァ家に奉仕して働いていたが、レオナルドも同時期にスフォルツァ家に雇用されていたのである 。クレール・ルジューヌは、楽譜上の単語は「Cont」（contratenor の略)、 「Cantuz」（Cantus）、および"AZ"（Altuz の略）であることを提唱した。このことは、ミサ曲、モテット、ジョスカンの曲など、メロディーラインが下がる曲に関連付けられていることを意味している  n12]。この仮説は提唱されて以来信用を失っている。表記はほとんど判読できず、多くの作曲家がこのように書いていたからである。ガフリウスと同様に、ジョスカンの他の肖像画は本作の人物との類似性も示しておらず、30代半ばの司祭としてジョスカンが肖像画の人物であった可能性は低い。

### ガスパル・ファン・ヴェールベケ
美術史家のロール・ファニャ―ルは、2019年に、肖像画の人物は、オランダの作曲家および歌手であったガスパル・ファン・ヴェールベケ （1445-1516年頃）であると提唱した。ヴェールベケはレオナルドと同時にスフォルツァ家で働いていたので、2人はおそらくお互いを知っていた。この仮説は、ガレアッツォ・マリーア・スフォルツァからゴタルド・パニガローラへの、法廷での音楽家の服装に関する手紙を引用しており、それは「ゴタルドへ。私たちの歌手であるヴェールべケには、同じく私たちの歌手である修道院長 (アントニオ・グイナーティ) とコルディエに、あなたが与えたような暗いベルベットの衣服を贈りたいと思います」というものである。ファニャ―ルが指摘したように、手紙はあまりに漠然と述べられているため、ヴェールベケを肖像画に明確に結び付けることはできない。さらに、ヴェールべケはジョスカン、およびガフリウスと同じ問題を提起するのである。すなわち、ヴェールベケは30代であったため、おそらく年を取りすぎていて、肖像画のモデルではありえないであろう。

### その他の人物

アンブロージョ・デ・プレディス『ジャン・ガレアッツォ・スフォルツァ』(1483年頃)

ジャン・ガレアッツォ・スフォルツァ（1469–1494年）もまた、肖像画の候補者として提唱されている。この説は、レオナルドがミラノにいる間、ジャン・ガレアッツォと一緒に住んでいたこと、そして肖像画がミラノ公爵を描いているという漠然とした本来の説明を拠り所にしている。サイソンは、ジャン・ガレアッツォはルドヴィーコが権力を握る前に王位の正当な相続人であったため、この説は特に意味があると述べている。しかし、このことを裏付ける直接的な証拠はない。ジャン・ガレアッツォが音楽家であったことは知られておらず、本作に楽譜が発見されたため、ジャン・ガレアッツォがモデルであることははほとんどありえない。イタリアのリュート奏者兼作曲家、 フランチェスコ・カノーヴァ・ダ・ミラノ（1497-1543年）、及びフランドルの歌手ジョヴァンニ・コルディエは、実質的な証拠はないがモデルとして挙げられている。オランダのイラストレーター、ジークフリート・ウォルドヘックは、『音楽家の肖像』はレオナルドによる3つの自画像のうちの1つであると提唱している。

## 批評
『音楽家の肖像』についての批評は歴史的に様々なものであり、研究者たちは、作品を完全にレオナルドに帰属させることに躊躇してきた。 19世紀の美術史家ウジェーヌ・ミュンツは、「レンブラントに匹敵する造形的活力」を称賛したが、不機嫌な表情、貧弱な彩色、未完成さで作品を批判した。マラーニによれば、こうしたコメントは、ミュンツが作品分析のために非常に質の悪い複製写真を使用したことで主に説明しうる。ミュンツのように、ツェルナーは作品の不完全さと表情に欠陥を見出した。ツェルナーはまた、人物のポーズが『ジネーヴラ・デ・ベンチの肖像』のポーズより劣っていると考えた。美術史家のジャック・ワッサーマンは、肖像画にはレオナルドの他の作品に典型的である緊密な顔の描写が欠けていると述べている。しかし、サイソンとケンプは人物の緊密な凝視を賞賛し 、美術史家のアレッサンドロ・ヴェッツォーシは、本作でレオナルドは前例のないレベルの心理的緊密性を達成し、『白貂を抱く貴婦人』 
の崇高さに達している」と述べている。使用されているキアロスクーロは論争の的となっている。ツェルナーと他の研究者は、キアロスクーロを「過度に強調している」と批判している 。サイソンは、劇的で本物らしく見えると考えた。一方、アイザクソンは陰影表現を批判したが、目に当たる照明を賞賛した。サイソンは、作品の未完成の状態がこうした否定的な反応の主な原因であると述べている

## 解釈
同時代の記録が不足しているため、一部の研究者は絵画の目的に関する仮説を提唱している。モデルの顔に見られる緊張は、演奏を終了したばかりであるか、演奏の途中であるためだと考える研究者人もいる 。この絵画を、詩、彫刻、音楽などの他の芸術形式に対する絵画の優位性についてのレオナルドの自身のイデオロギーの表現であると見なす研究者もいる 。レオナルドは、自身の未完成の『絵画論』の冒頭で以下のように宣言した。
なぜ音楽が絵画の妹と呼ばれるべきであるのか。音楽が絵画の妹としてしか見られないのは、聴覚によるものだからであり、聴覚は視覚に劣る感覚だからである。聴覚は、同時に機能する比例した部分の集合からハーモニーを作り出す。（これらの部分は） 比例的特徴を取り巻く1つ、または複数のハーモニーのテンポの中で生まれたり、死んだりする。そのようなハーモニーは、（各々の）部分により人間の美を生み出す周縁線と異なることなく作り出されるのである。しかしながら、絵画は音楽に勝り、優位にある。なぜなら、音楽が不幸にも作り出されてからすぐ死ぬのとは違って、絵画は創造後にすぐ死ぬことはないからである。逆に、絵画は存在し続け、実際に1つの表面上で、そのものとして生きている状態で示されることになるのである。
レオナルド・ダ・ヴィンチ『絵画論』(1490-1492年)
これらの言葉は、絵画の素材や永続的な物理的特性とは対照的な、音楽の儚い特性を否定しているように見える。この理論によると、音楽家の青年の目に見える悲しみは、演奏後に音楽がただ単に消えてしまうという概念によるものであることを示唆している。別の解釈は、レオナルドは男性の美を描写するために心を動かされたということである。そして、それ以上に可能性があるのは、絵画の奇妙で一見親密な美的特性に鑑み、親しい友人への個人的な贈り物として制作されたということである 。

## 追加参考文献
- Marani, Pietro C., ed. (2010). Leonardo da Vinci: Il musico (in Italian). Cinisello Balsamo, Italy: Silvana. ISBN 978-88-366-1923-8.